# Historicismo

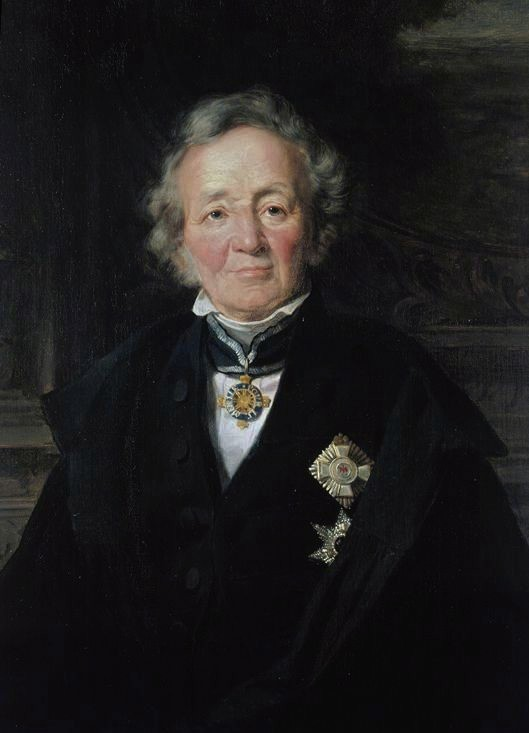
Retrato de Leopold von Ranke (1795-1886).

El historicismo (del alemán Historismus), también conocido como historicismo clásico, es una corriente de pensamiento surgida en los estados alemanes hacia fines del siglo XVIII. Uno de sus principales aspectos consistió en el énfasis en la historicidad del hombre, de los fenómenos sociales y de las distintas sociedades como un factor esencial para su comprensión.Mantuvo una relación fluida con los desarrollos de la hermenéutica, de las ciencias históricas y, en ocasiones, con la filosofía de la historia. A lo largo del siglo XIX —llamado por Gabriel Monod "el siglo de la Historia"— el historicismo alcanzó una gran difusión en Occidente como marco para convertir a la historiografía en una disciplina académica por derecho propio. 
El término fue empleado por Schlegel ya en 1797 para caracterizar al enfoque neoclásico en la historia del arte. Sin embargo, pocos de sus exponentes se reconocieron como "historicistas", por lo que la caracterización de éstos como tales se trata en gran medida de una construcción a posteriori. Diversas corrientes de varias tradiciones intelectuales han sido consideradas historicistas, como el historicismo jurídico, el historicismo en economía, la arquitectura historicista, el historicismo filosófico, el historicismo antropológico, el historicismo escatológico cristiano, el historicismo literario y el historicismo musical, entre muchos otros. No obstante, se considera que la principal y más influyente es la gestada el seno de la llamada escuela histórica alemana, que tuvo a Barthold Georg Niebuhr y Leopold von Ranke como sus mayores exponentes. 

## Caracterización
Durante el siglo XX, el uso que los numerosos críticos del historicismo le han dado al término ha tendido a hacer difusa su caracterización. Henri Marrou, por ejemplo, lo asoció a un supuesto "positivismo histórico" por la excesiva confianza de los historicistas en el alcance del método histórico, así como por su negación de la subjetividad del historiador. Esta lectura es parcial al omitir el claro rechazo que historicistas como Droysen y Dilthey hicieron de las tesis positivistas: ambos descartaron la formulación de leyes generales, y postularon para la historia un método propio diferente al de las ciencias naturales, situando a la historiografía dentro de las llamadas ciencias del espíritu. Del mismo modo, los positivistas durkheimianos rechazaron fuertemente el particularismo y las reservas metodológicas de los historicistas, en favor del enfoque estructural y holístico de la sociología. Las desavenencias entre ambas corrientes fueron expuestas en la célebre polémica Simiand-Seignobos, que inspiró la posterior crítica de la escuela de los Annales hacia la escuela metódica francesa.
Karl Popper creó una nueva confusión refutando un "historicismo" al que atribuyó el afán de identificar las leyes de la historia y realizar predicciones especulativas sobre el futuro curso de los acontecimientos. Esta caracterización responde más a las ambiciosas teorías de la Historia de Hegel, Comte y Marx que a los historicistas alemanes, que tendían a descartar la especulación filosófica en favor de un marcado empirismo.
De este modo, el término llegó a aglutinar a pensamientos tan disimiles como los de Leopold von Ranke, Friedrich Hegel y Wilhelm Dilthey, y acabó empleándose para designar a todo pensamiento que sitúe a la historia en el centro de sus análisis, aún cuando sus tesis sean opuestas y en parte excluyentes. Para evitar esta confusión, la literatura especializada diferenció entre dos tipos de historicismo. El primero es el "historismo" (Historismus) de los historiadores del siglo XIX, los cuales tuvieron en Ranke a su figura más influyente al punto de haber sido llamados simplemente "rankeanos". Su enfoque sería el de un empirismo metodológico guiado por la pretensión de comprender al pasado en sus propios términos, buscando evitar anacronismos y especulaciones sin sustento por medio de los resguardos metodológicos de la crítica de fuentes. En esta tradición, muy cercana a la hermenéutica filológica, es posible inscribir a historiadores como Johann Gottfried Herder, Barthold Niebuhr, Leopold von Ranke, Karl von Hegel, Theodor Mommsen, Johann Gustav Droysen, Ernest Renan, Jacob Burckhardt, Wilhelm Dilthey, Charles Seignobos, Otto Hintze y Friedrich Meinecke, entre muchos otros.
Por otra parte estaría el "historicismo" (Historizismus) de los filósofos de la Historia, afanados en la búsqueda de revelar el lugar de los hombres y de los hechos históricos con respecto a la totalidad de la Historia. Esto es, no un pasado del que el investigador tomaría distancia, sino todo el devenir encarnado en el presente, razón por la cual se descartaría el particularismo de los historiadores en favor de un enfoque holístico y ontológico de la Historia. La línea del historicismo retoma en este caso las preguntas de los filósofos de la ilustración, y se halla representada en parte por figuras como Friedrich Hegel, Auguste Comte, Ludwig Feuerbach, Karl Marx, Wilhelm Dilthey, Ernst Troeltsch, Oswald Spengler, Benedetto Croce, Antonio Gramsci, José Ortega y Gasset y Robin George Collingwood, a pesar de sus múltiples diferencias.

## Inicios
El precedente más directo del historicismo consiste en la llamada Escuela histórica del derecho, que alcanzó su más alto desarrollo en Alemania en las obras de Friedrich Karl von Savigny, Georg Friedrich Puchta y Gustav von Hugo. En clara oposición al dogmatismo racionalista de los ilustrados y de los deseos de codificación al modo del constitucionalismo revolucionario, Savigny postuló que la fuerza de los sistemas jurídicos radicaba en su historia, y que la comprensión de los mismos debía partir del reconocimiento de las particularidades inherentes a las experiencias de las diferentes civilizaciones. Previamente, Edmund Burke había criticado duramente a los revolucionarios en su ensayo Reflexiones sobre la Revolución francesa (1790), señalando la necesidad de inspirar toda acción social en la historia, el hábito y la religión de los pueblos. 
Uno de los hitos fundantes del historicismo resulta el descubrimiento en 1816 de las Instituciones de Gayo por parte del romanista Barthold Niebuhr. Este hecho disparó el estudio del derecho romano por toda Europa. La Historia de Roma en dos volúmenes de Niebuhr fue un éxito y contribuyó a legitimar sus métodos de crítica de fuentes fundados en la filología, lo que permitió complejizar el estudio de los orígenes de Roma basado hasta entonces en la Historia de Roma de Tito Livio.

## Objetivos
En el historicismo clásico, la tarea del historiador consiste en llevar a cabo una exploración sistemática de los hechos históricos. La escritura de la historia debe partir de un riguroso trabajo de investigación y análisis de fuentes, para someter los documentos a crítica con la ayuda de las llamadas ciencias históricas: la diplomática, la epigrafía, la numismática, etc. Se privilegian a las fuentes primarias por sobre las secundarias dado que las primeras proveen un testimonio más directo de los hechos a investigar. Por esta razón, la institucionalización de la historiografía debe verse acompañada por un cuantioso trabajo de recopilación de documentos históricos, como la Monumenta Germaniae Historica. La defensa del análisis de fuentes documentales como el método histórico por excelencia puede sintetizarse en el siguiente fragmento de la Introducción a los estudios históricos de Langlois y Seignobos, manifiesto de la escuela metódica francesa: 
"La historia son los documentos. Los documentos son las huellas que han dejado las acciones y los pensamientos de los hombres de otros tiempos. Entre los pensamientos y los actos, muy pocos hay que dejen huellas visibles, y esas huellas, cuando existen, son raras veces duraderas, bastando cualquier accidente para borrarlas. Ahora bien; todo pensamiento y todo acto que no ha dejado huellas, directas o indirectas, o cuyas huellas visibles han desaparecido, se encuentra perdido para la historia, es como si nunca hubiera existido. Por falta de documentos, la historia de inmensos períodos del pasado de la humanidad no podrá ser nunca conocida. Porque nada suple a los documentos, y donde no los hay, no hay historia."
El historicismo sostiene que no debe existir una teoría histórica con esquemas previos que imponga un sentido al pasado. Antes bien, debe ser el pasado el que hable, sin que el historiador busque extraer al mismo una aplicabilidad concreta más que la de narrar los hechos "tal como ocurrieron" (wie es eigentlich gewessen), como Ranke expuso en el célebre prólogo a su Historia de los Pueblos Romanos y Germánicos,. Esta obra, publicada en 1824, consiste un verdadero manifiesto del historicismo, al presentar sus métodos en un apéndice en el que Ranke critica a los autores que habían escrito sobre el tema con anterioridad, por ejemplo a Guicciardini, que en su Historia de Florencia hace algo que es insostenible, que es recurrir a la literatura.
La historiografía del siglo XIX se caracterizó por centrarse en la historia política, y el historicismo alemán no fue la excepción. Su metodología y sus principios dotaron a los historicistas de una sensibilidad muy pronunciada hacia la historia de las instituciones, las relaciones internacionales, el proceso de conformación de los estados modernos,  las acciones de los hombres de Estado y las grandes gestas militares. El fin último, no obstante, siempre consistió en captar la cosmovisión y el espíritu de época de los diferentes períodos históricos, visión ésta influida por el Romanticismo y el conservadurismo tradicionalista en el que se inscribían la mayoría de los historicistas. Por esta razón, se prefieren los estudios específicos y particulares de una nación antes que enfoques universalistas. 

## Ocaso y legado
El historicismo comenzó a entrar en crisis a partir de la segunda mitad del siglo XIX, cuando la ola nacionalista que recorría los países europeos evidenció la debilidad del planteo rankeano de la neutralidad del historiador. En diferentes grados, historiadores prusianos como Sybel, Treitschke y Droysen abrazaron la causa del Estado prusiano y reivindicaron el compromiso del historiador con su presente político. Varias obras de estos llamados "borussianistas" acudieron a la historia para legitimar la unificación alemana y la vocación imperial prusiana, a la vez que volcaron en el pasado juicios anacrónicos marcados por los debates políticos de fines del siglo XIX.
Algunas de estas figuras habían hechos suyas las críticas de Friedrich Nietzsche, al historicismo, denostando el afán anticuarista de los historiadores y bregando por una historia "al servicio de la vida". De cara al siglo XX, nuevos ataques al historicismo provinieron de figuras como Karl Lamprecht, Martin Heidegger, Walter Benjamin, Carl Hempel y Henri Marrou. Desde la redacción de la revista de Annales, Marc Bloch y Lucien Febvre realizaron una mordaz crítica al historicismo por haberse centrado en los acontecimientos y relegado por décadas a los hechos sociales y los aspectos económicos de las sociedades. 
Después de la Segunda Guerra Mundial la llamada Escuela de Annales terminó sustituyendo al historicismo como corriente historiográfica dominante en la Europa continental. El ideal de la historia-ciencia, sin embargo, permaneció intacto hasta la llegada del posmodernismo en la década de 1970, que en la obra de Hayden White puso en cuestión la mismísima noción de verdad histórica y acercó la historiografía a la literatura. 
En la actualidad, la Teoría de la Historia considera al historicismo un enfoque superado, aún cuando suela destacarse su papel en la profesionalización de la disciplina histórica. Desde la hermenéutica ontológica, Hans-Georg Gadamer recupera algunos de sus aportes en torno a elementos como la comprensión hermenéutica, la historicidad y la consciencia histórica.